# Хокксунн
Хокксунн (норв. Hokksund) — город в коммуне Эвре-Эйкер в провинции Бускеруд Норвегии.

## Общая информация
Хокксунн — административный центр и самое большое поселение в Эвре-Эйкер с населением около 8000 человек. Через город протекает река Драмменсельва, на расстоянии около 500 метров от центра города, которая разделяет город на две части. Жители города традиционно занимаются деревообработкой, но в прошлом столетии получило развитие энергетика и производство цемента.
Через город проходит железная дорога соединяющая Осло и Берген, также автомобильная дорога Осло-Кристиансанн-Ставангер.

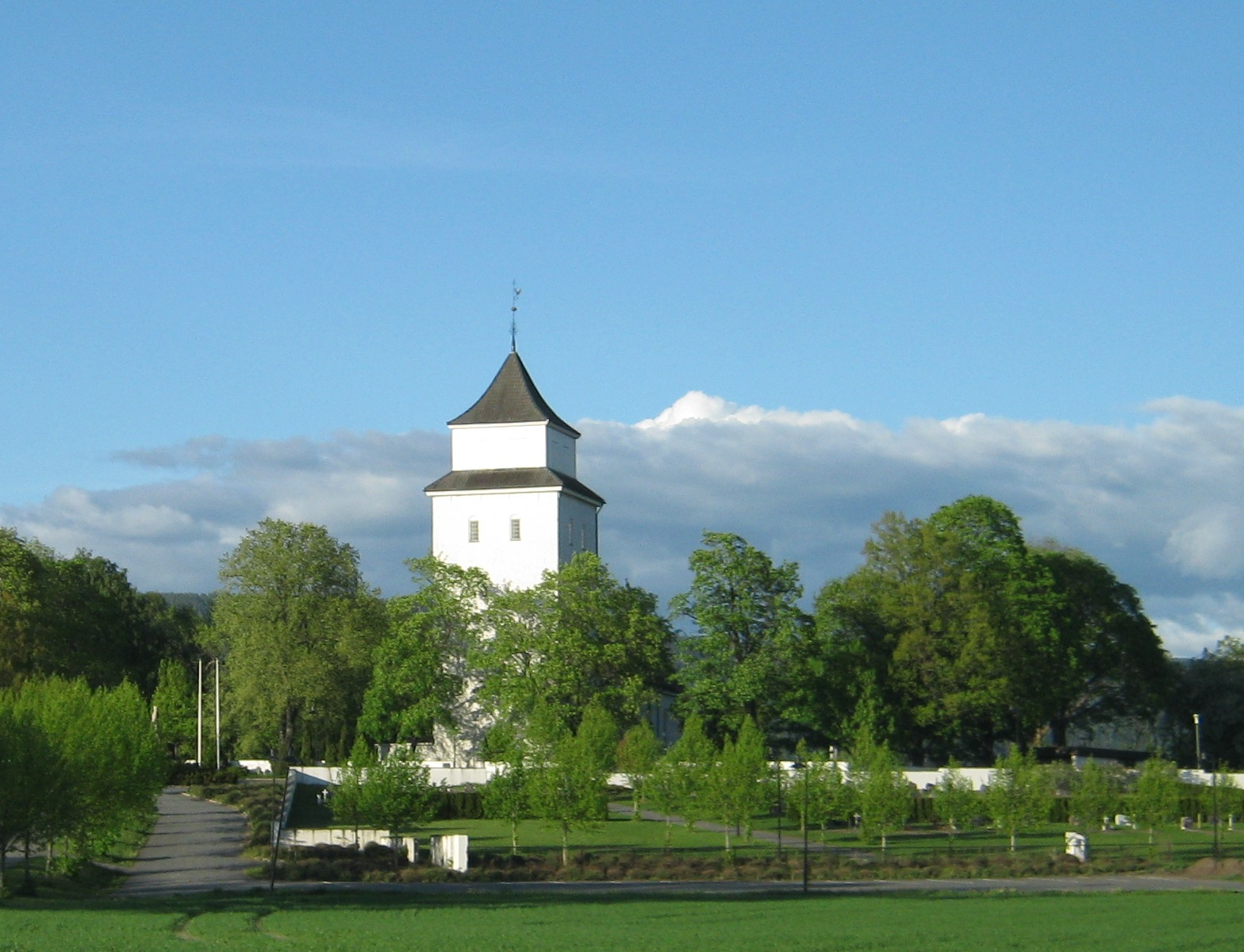
Церковь Хеуга

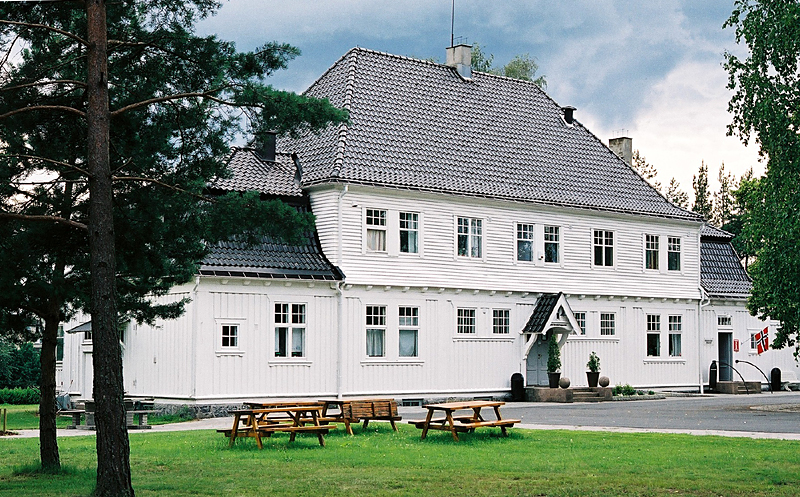
Музей Нэстетанген

## Достопримечательности
Церковь Хёуга средневековая каменная кирха построенная в 1152 году. Была на реставрации с 1961 по 1962.
Музей Нэстетанген показывающий как в древности изготавливалось стекло в этой местности.

## В городе родились
Свен Карлсен (родился 6 октября 1967 г.) — бывший норвежский стронгмен, пауэрлифтер и профессиональный бодибилдер.